# Indang, Cavite
Indang là một đô thị hạng 3 của tỉnh Cavite, Philippines. Theo điều tra dân số năm 2007, đô thị này có dân số 60.755 người với diện tích 100,2 km2.

## Các đơn vị dân cư
Indang được chia thành 36 khu dân cư (khu phố) (barangay).
| - Agus-os - Alulod - Banaba Cerca - Banaba Lejos - Bancod - Buna Cerca - Buna Lejos I - Buna Lejos II - Calumpang Cerca - Calumpang Lejos I - Carasuchi - Kayquit I - Daine I | - Guyam Malaki - Guyam Munti - Harasan - Kaytambog - Limbon - Lumampong Balagbag - Lumampong Halayhay - Mahabangkahoy Lejos - Mahabangkahoy Cerca - Barangay 1 (Pob.) - Barangay 2 (Pob.) - Barangay 3 (Pob.) | - Barangay 4 (Pob.) - Pulo - Tambo Balagbag - Tambo Ilaya - Tambo Malaki - Tambo Kulit - Daine II - Kayquit II - Kayquit III - Kaytapos - Mataas na Lupa |